# Зонголопулос, Йоргос
Йо́ргос Зонголо́пулос (греч.  Γιώργος Ζογγολόπουλος , 1 марта 1903, Афины — 11 мая 2004, Афины) — известный греческий скульптор XX века.

## Биография

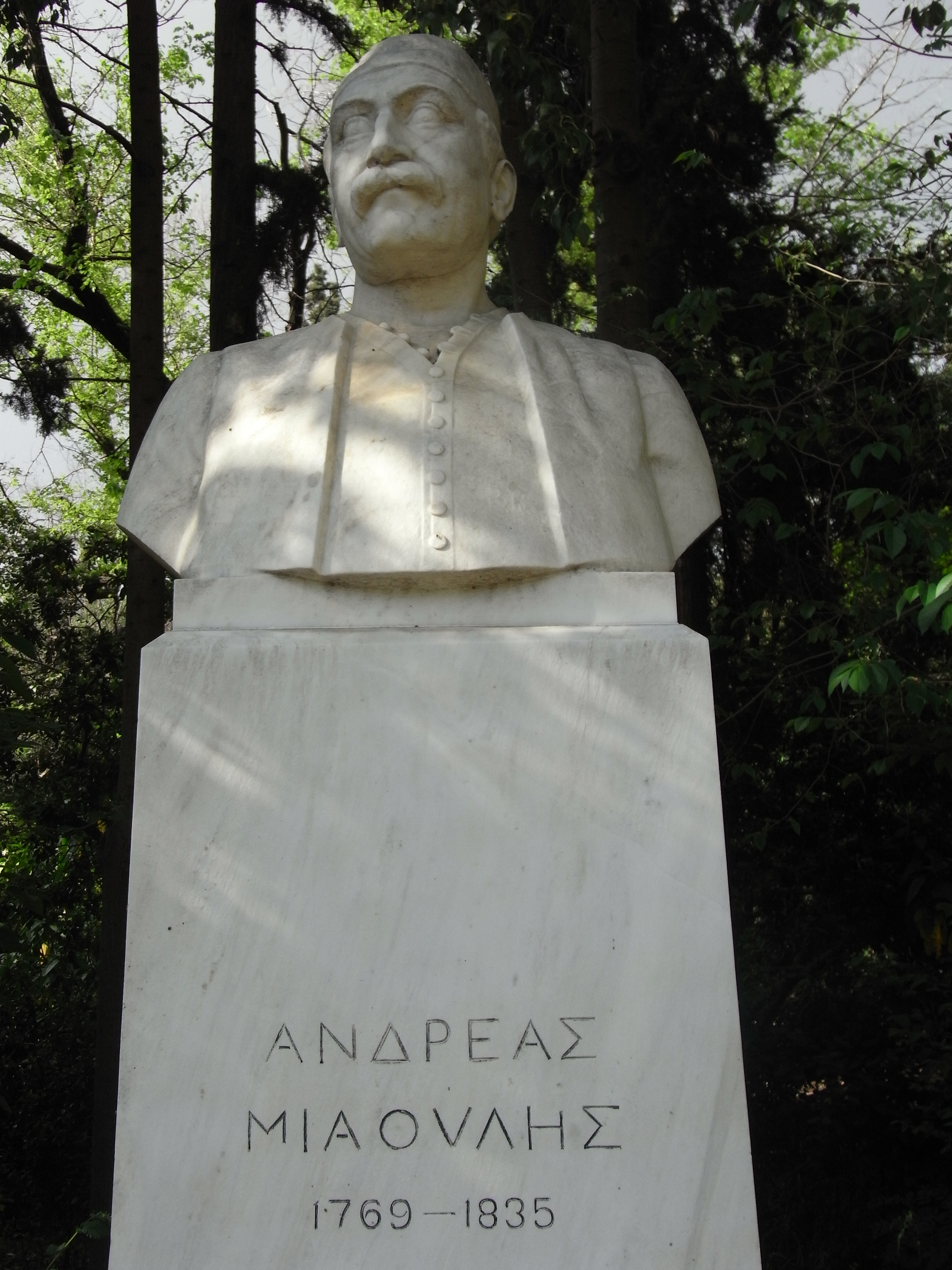
Памятник адмиралу А. Миаулису на Марсовом поле в Афинах

Йоргос родился в Афинах в 1903 году. 
Учился скульптуре в Афинской школе изящных искусств (1924-1930) у известного греческого скульптора Томаса Томопулоса. Кроме скульптуры, занимался также живописью и архитектурой. 
В период с 1926 по 1927 годы работал в департаменте реставрационных работ древних византийских памятников при Министерстве Просвещения. С 1930 по 1938 годы работал в архитектурном департаменте вышеупомянутого министерства. В этот период он спроектировал и построил ряд школ и церквей. С 1933 года преподавал черчение в технической школе «Сивитанидио». Одновременно он познакомился и женился (1936) на художнице Элени Пасхалиду, бывшей ученице известного греческого художника Константина Партениса. Принял участие в создании «Аллеи героев» на Марсовом поле в Афинах, где в 1937 году был установлен мраморный бюст героя Греческой революции, адмирала Андреаса Миаулиса, работы Зонголопулоса. В 1937 году уехал в Париж, где познакомился с работами Шарля Деспио, который оказал определённое влияние на его творчество. 
Трудные годы тройной германо-итало-болгарской оккупации Греции пережил в Афинах. 
В период с 1949 по 1950 годы, получив стипендию французского правительства, работал в ателье французского скульптора Marcel Gimond (1894-1961) в Париже. 
В 1952-1954 годы, получив стипендию греческого правительства, отправился с женой в Италию, где изучал технику литья бронзы (Fonderia Nicci, Рим и Fonderia Domeniccini, Пистоя). 
Во Флоренции и Падуе изучал скульптуру эпохи Возрождения, а также искусство этрусков. 
С 1953 года был членом Европейского общества культуры (Société Européenne de Culture) и в период 1960-1988, членом совета Венецианской Биеннале. 
Десятки работ скульптора выставлены во многих коллекциях в Греции и за рубежом, а также под открытым небом в городах Греции и по всему миру.
В 1954 году совместно с архитектором Патроклосом Карандиносом он начал работать над памятником Танец Залонго. Памятник был завершён в 1960 году. 
В 1966 году перед одним из входов на Международную Салоникскую выставку была установлена работа Зонголопулоса, которая должна была символизировать послевоенное развитие Греции. Зонголопулос утверждал, что его работа была абстракцией фигуры Самофракийской Ники. Жители македонской столицы закрепили за ней имя «миллион», в силу высокой цены, в которую обошлась эта работа (1 000 000 драхм). 
Зонголопулос представлял Грецию на Венецианской Биеннале 1940, 1956, 1964, 1991, 1993, 1995, 1997 годов, на Биеннале Каира (1946) и Сан-Паулу (1957). 
Он принял участие во всех Панэллинских выставках, за исключением периода диктатуры 1967—1974. 
В 1995 году, в столетний юбилей Венецианской биеннале, Зонголопулос выставил свои “Зонтики”, вызвавшие восторженные отзывы и ставшие впоследствии одной из его любимых тем. “Зонтики” были впоследствии (1977) установлены на набережной Фессалоники. Тема была многократно повторена на станциях Афинского метрополитена. 
Незадолго до своей смерти, в феврале 2004, он создал в своей мастерской «Фонд Георгия Зонголопулоса». 
Скульптор умер 11 мая того же года.
После смерти скульптора его абстракта работа «Посейдон», долго не находившая своего места в Афинах, была установлена перед одним из зданий Университета Джорджа Вашингтона.